# Ігор Лоло
Іго́р Лоло́ (фр. Igor Lolo; нар. 22 липня 1982 року, Адзопе, Кот-д'Івуар) — івуарійський футболіст. Захисник збірної Кот-д'Івуару та російської «Кубані».

## Досягнення
«АСЕК Мімозас»
- Чемпіон Кот-д'Івуару: 2003
- Володар кубка Кот-д'Івуару: 2003

Кот-д'Івуар
- Срібний призер Кубка африканських націй: 2012